# Current Opinion in Cell Biology
Current Opinion in Cell Biology is een internationaal, aan collegiale toetsing onderworpen wetenschappelijk tijdschrift op het gebied van de celbiologie.
De naam wordt in literatuurverwijzingen meestal afgekort tot Curr. Opin. Cell Biol.
Het wordt uitgegeven door Elsevier en verschijnt tweemaandelijks.